# Gaël (nome)
Gaël  è un nome proprio di persona bretone e francese maschile.

## Varianti
- Maschili: Gael (solo bretone)[1][2]
  - Femminili: Gaëlle[1][2]

### Varianti in altre lingue
- Inglese: Gael[1][2]
- Spagnolo: Gael[2]

## Origine e diffusione
È la forma francese del nome bretone Gael, dall'etimologia incerta. Secondo alcune interpretazioni potrebbe essere una ripresa diretta dell'etnonimo gael, che indica i parlanti di lingue gaeliche. Secondo altre fonti sarebbe invece una forma abbreviata di Judicaël oppure di Gwenaël, e l'associazione con l'etnico sarebbe successiva, e avrebbe peraltro aiutato il nome a diffondersi in Francia nel tardo XX secolo.

## Onomastico
Nessun santo ha mai portato il nome Gaël, che è quindi adespota; l'onomastico si può festeggiare il 1º novembre, festa di Ognissanti, oppure lo stesso giorno di Judicael o Gwenael.

## Persone

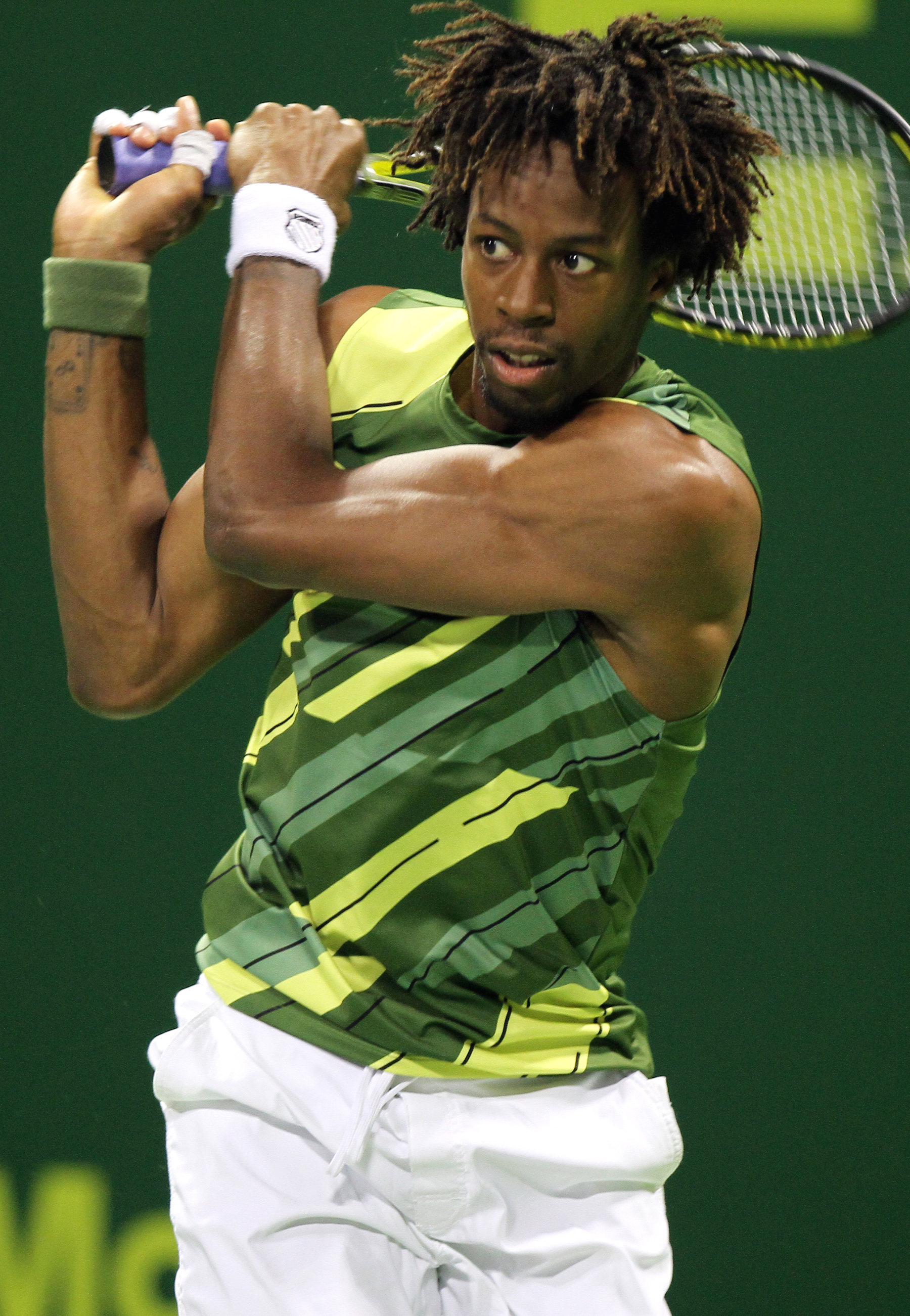
Gaël Monfils

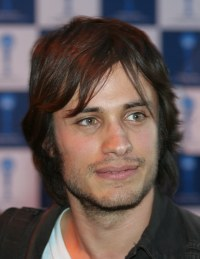
Gael García Bernal

- Gaël Blondeau, combinatista nordico francese
- Gaël Clichy, calciatore e allenatore di calcio francese
- Gaël Danic, calciatore francese
- Gaël Duval, informatico e blogger francese
- Gaël Faye, rapper, cantante, scrittore e compositore francese
- Gaël Fickou, rugbista a 15 francese
- Gaël Genevier, calciatore francese
- Gaël Germany, calciatore francese
- Gaël Giraud, economista e sacerdote francese
- Gaël Kakuta, calciatore francese naturalizzato congolese
- Gaël Monfils, tennista francese
- Gaël Morel, attore, regista e sceneggiatore francese
- Gaël Ondoua, calciatore camerunese

### Variante Gael
- Gael Bonilla, cestista messicano

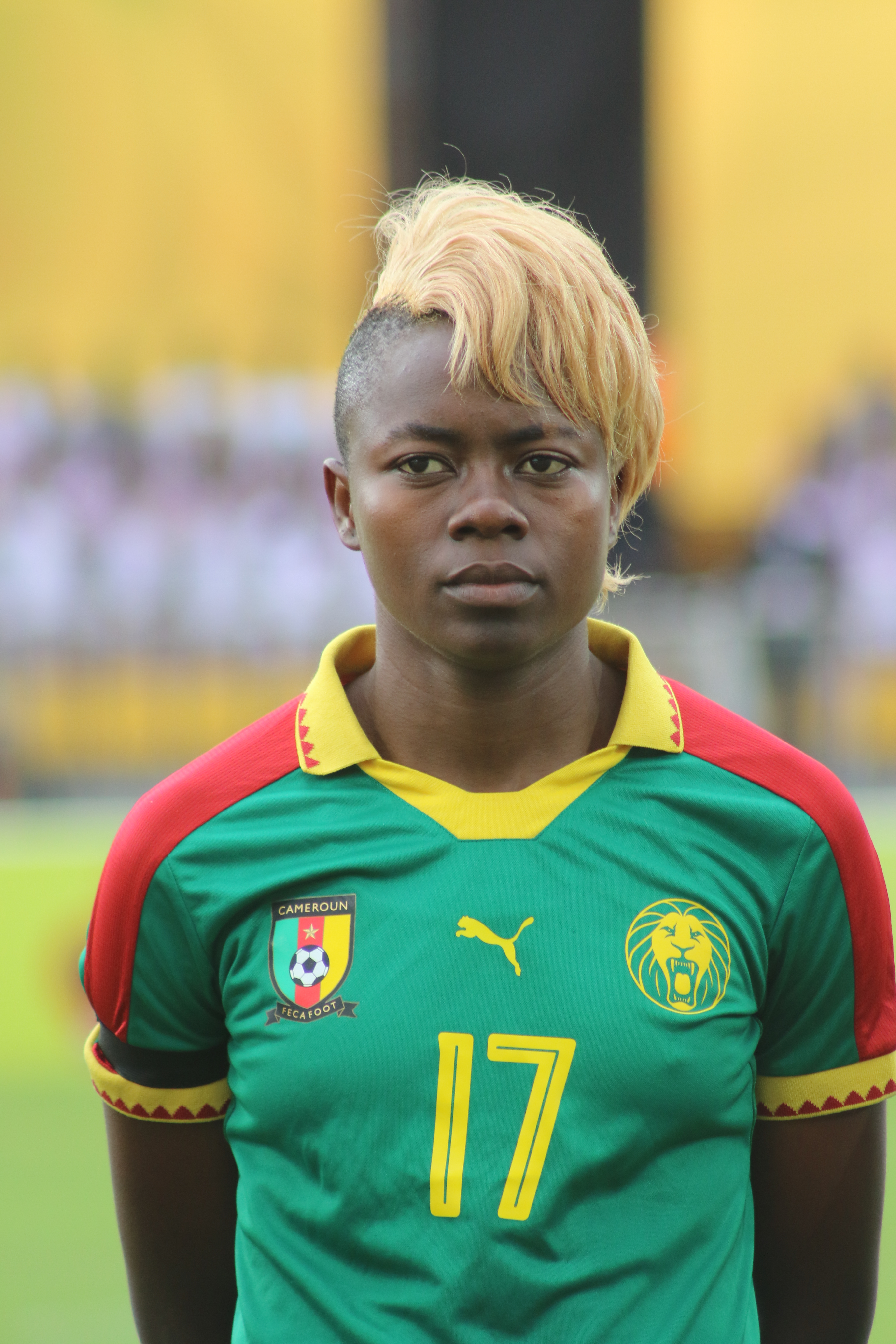
Gaëlle Enganamouit

- Gael García Bernal, attore, regista, sceneggiatore e produttore cinematografico messicano
- Gael Joel, calciatore equatoguineano
- Gael Sandoval, calciatore messicano

### Variante femminile Gaëlle
- Gaëlle Enganamouit, calciatrice camerunese
- Gaëlle Josse, scrittrice e poetessa francese
- Gaëlle Nayo-Ketchanke, sollevatrice francese
- Gaëlle Skrela, cestista francese
- Gaëlle Thalmann, allenatrice di calcio e calciatrice svizzera
- Gaëlle Voiry, modella e stilista francese